# Oberstenfeld
Oberstenfeld – miejscowość i gmina w Niemczech, w kraju związkowym Badenia-Wirtembergia, w rejencji Stuttgart, w regionie Stuttgart, w powiecie Ludwigsburg. Leży nad rzeką Bottwar, ok. 20 km na północny wschód od Ludwigsburga, przy granicy Lasu Szwabsko-Frankońskiego.

## Galeria

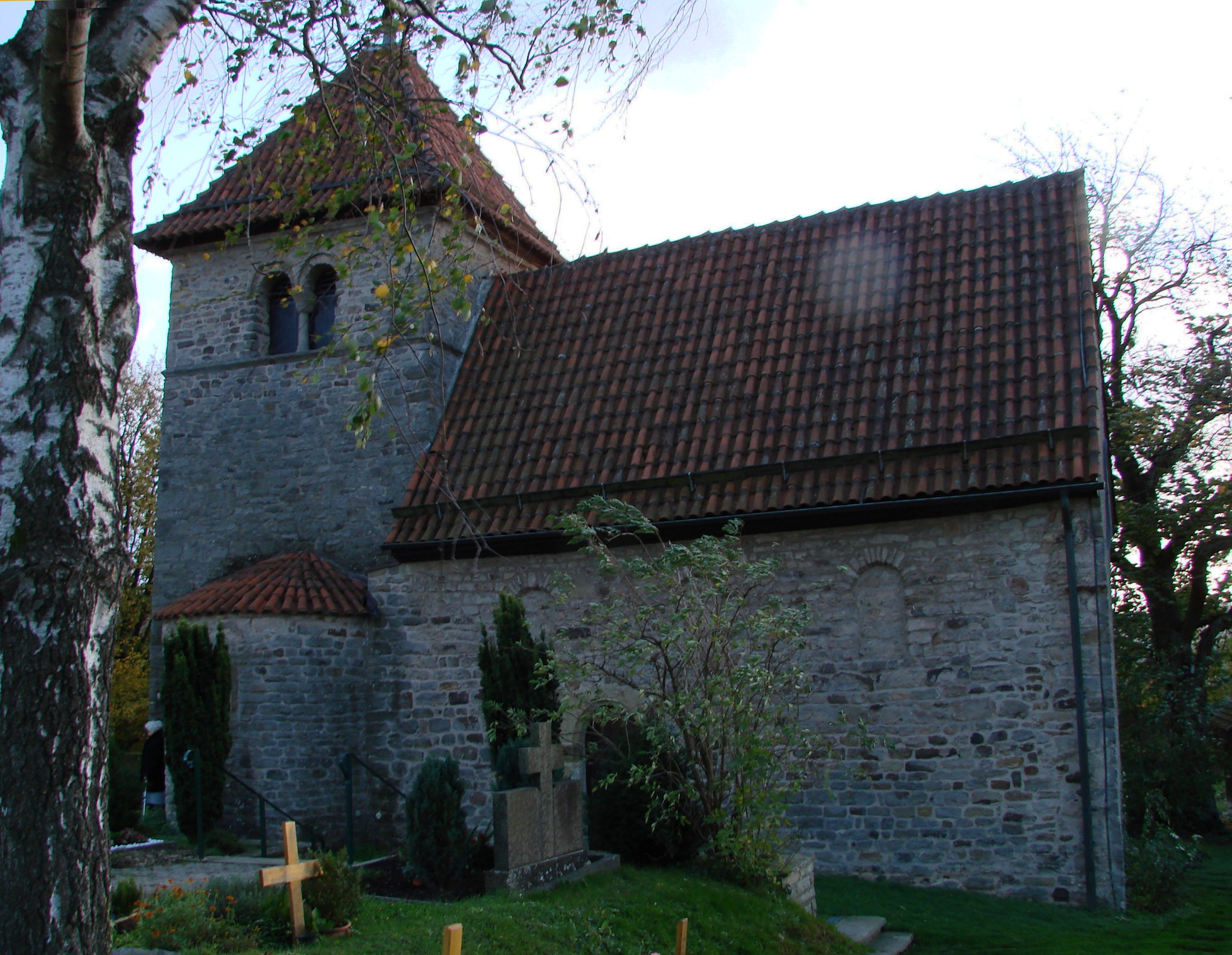
Kościół pw. św. Piotra (St. Peter)
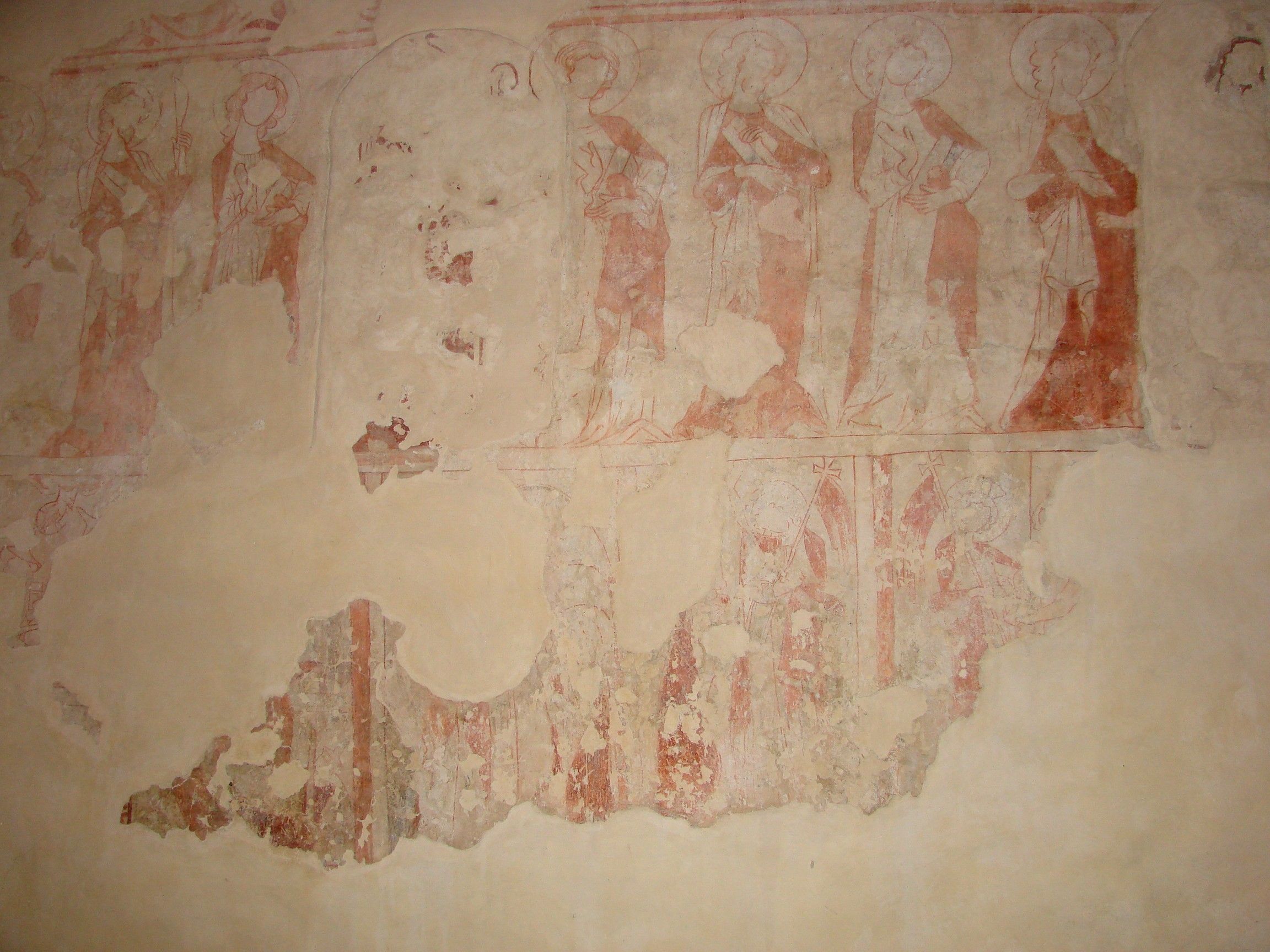
XIII-wieczne freski w kościele św Piotra
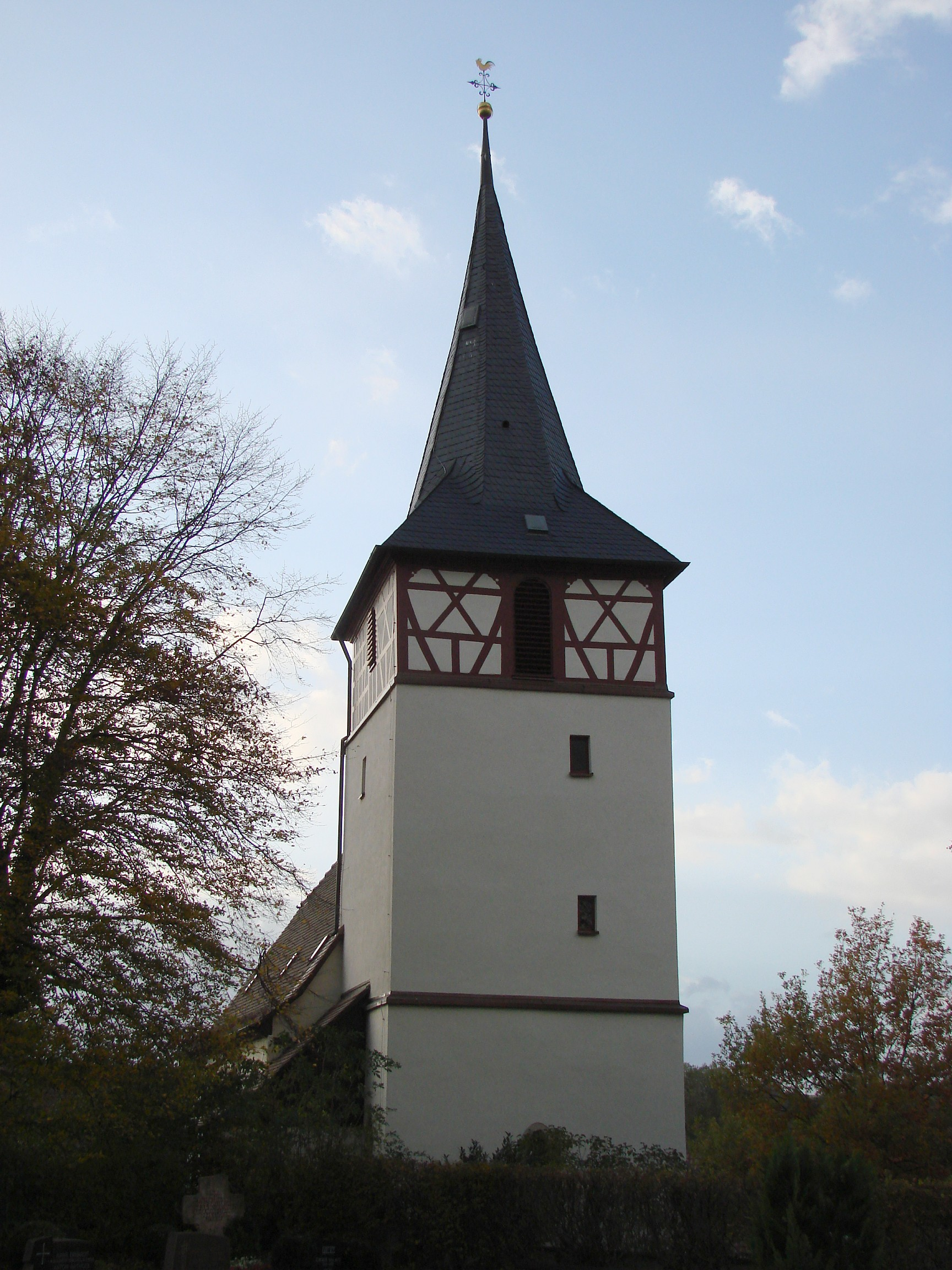
Kościół pw. św. Cyriaka (St. Cyriakus)
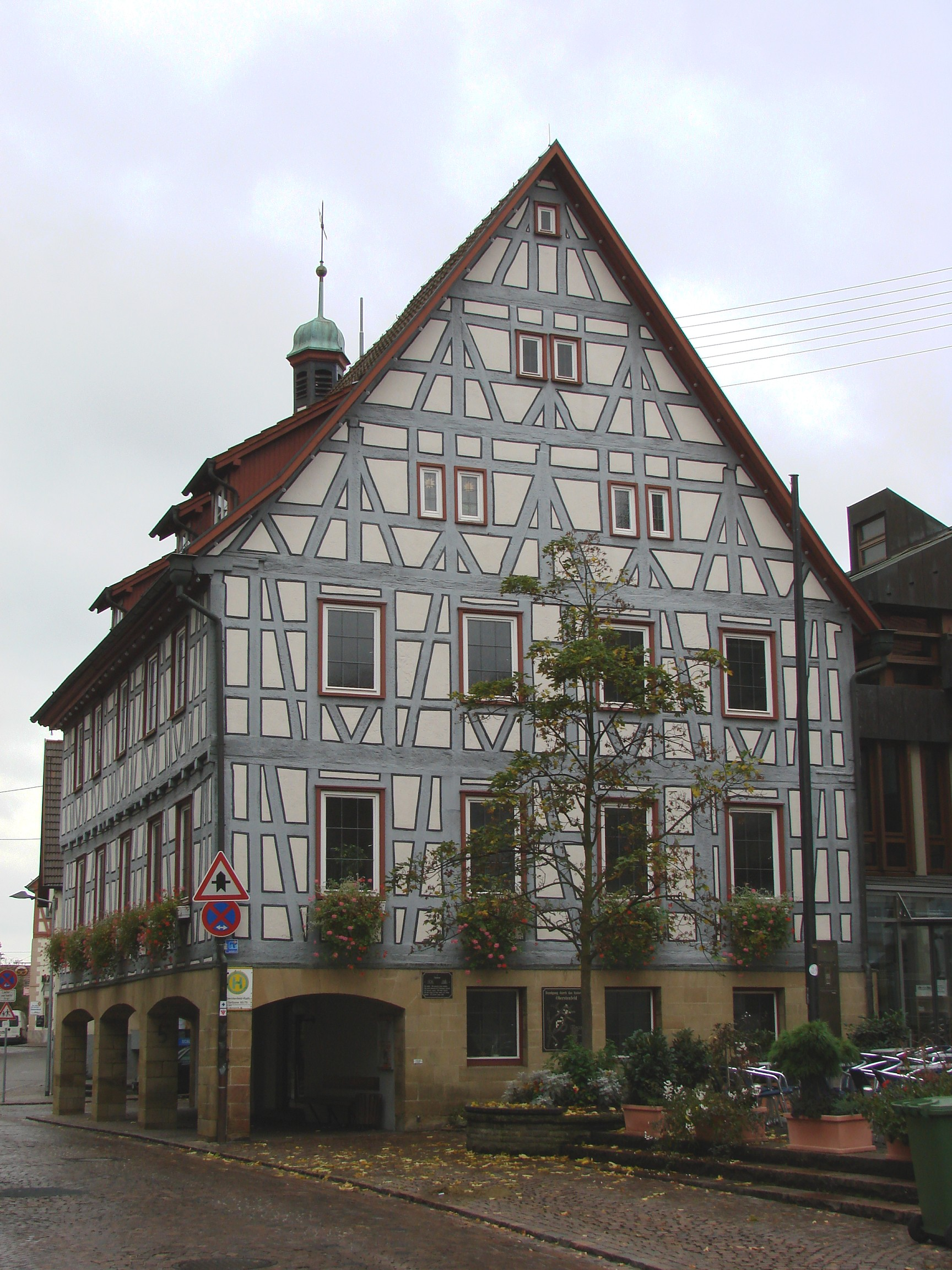
Ratusz
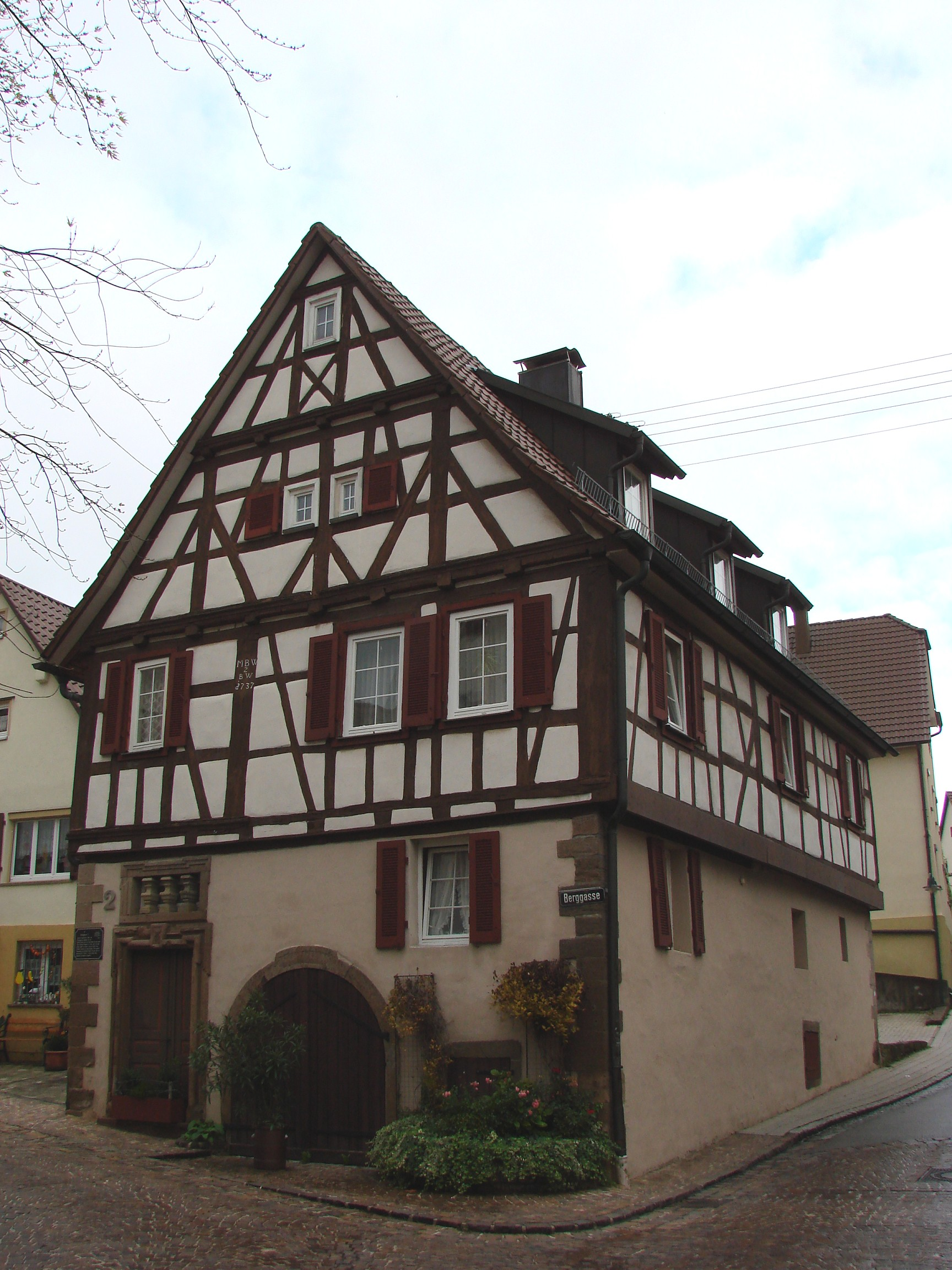
Ulica Berggasse
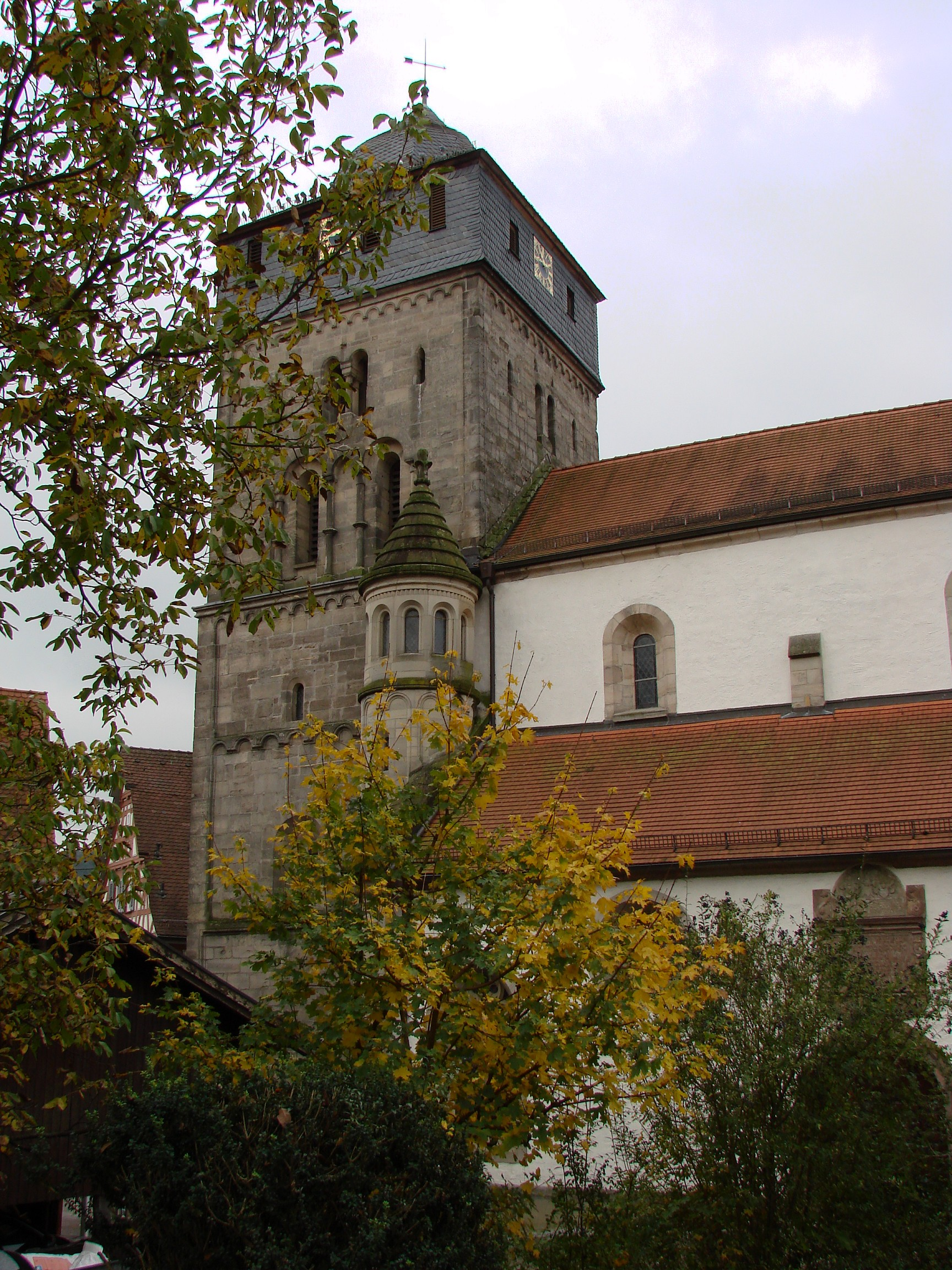
Kościół pw. św. Jana (St. Johannes)